# Soo Line Railroad

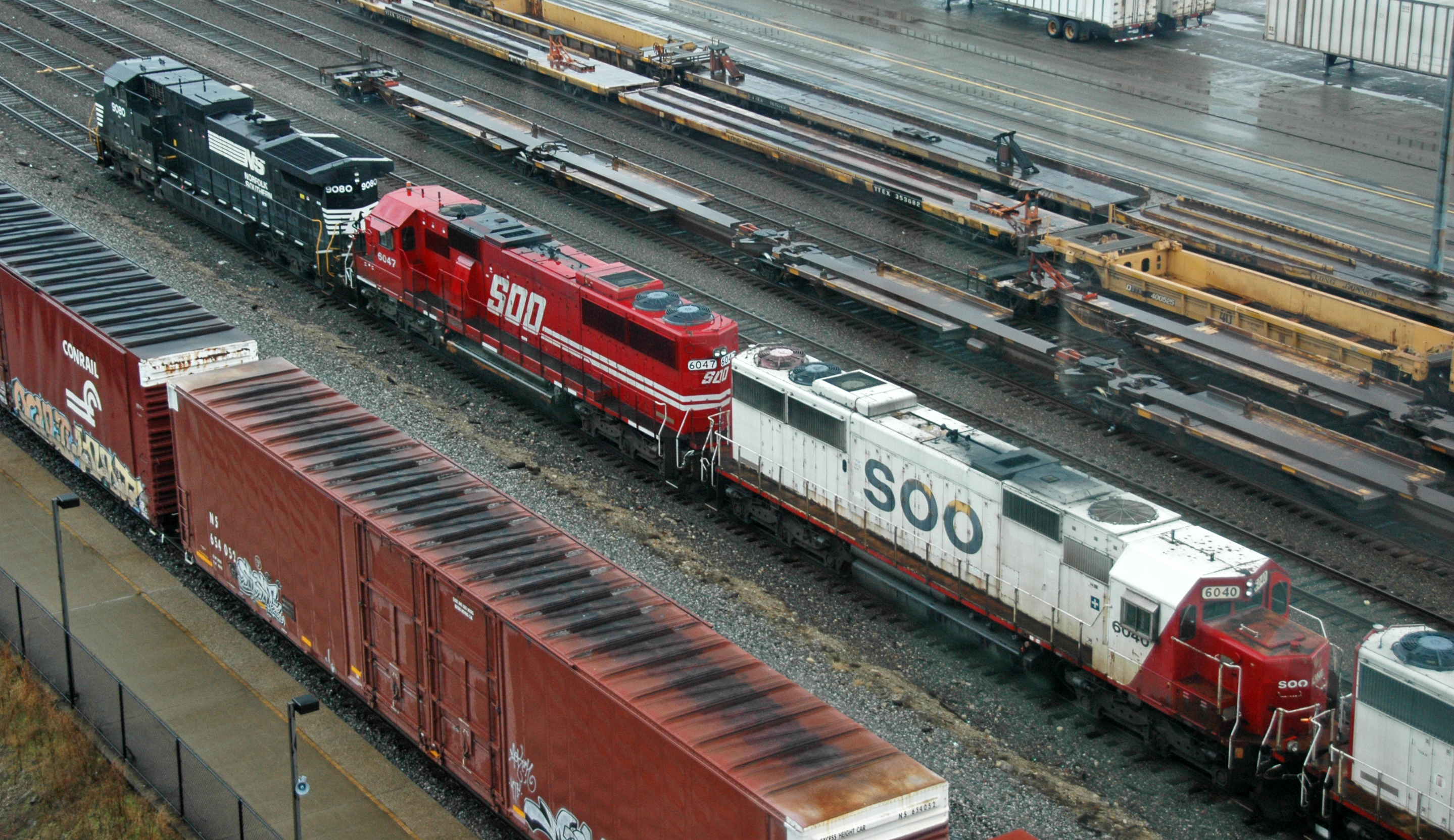
Locomotieven van Soo Line Railroad nog in SOO-kleuren

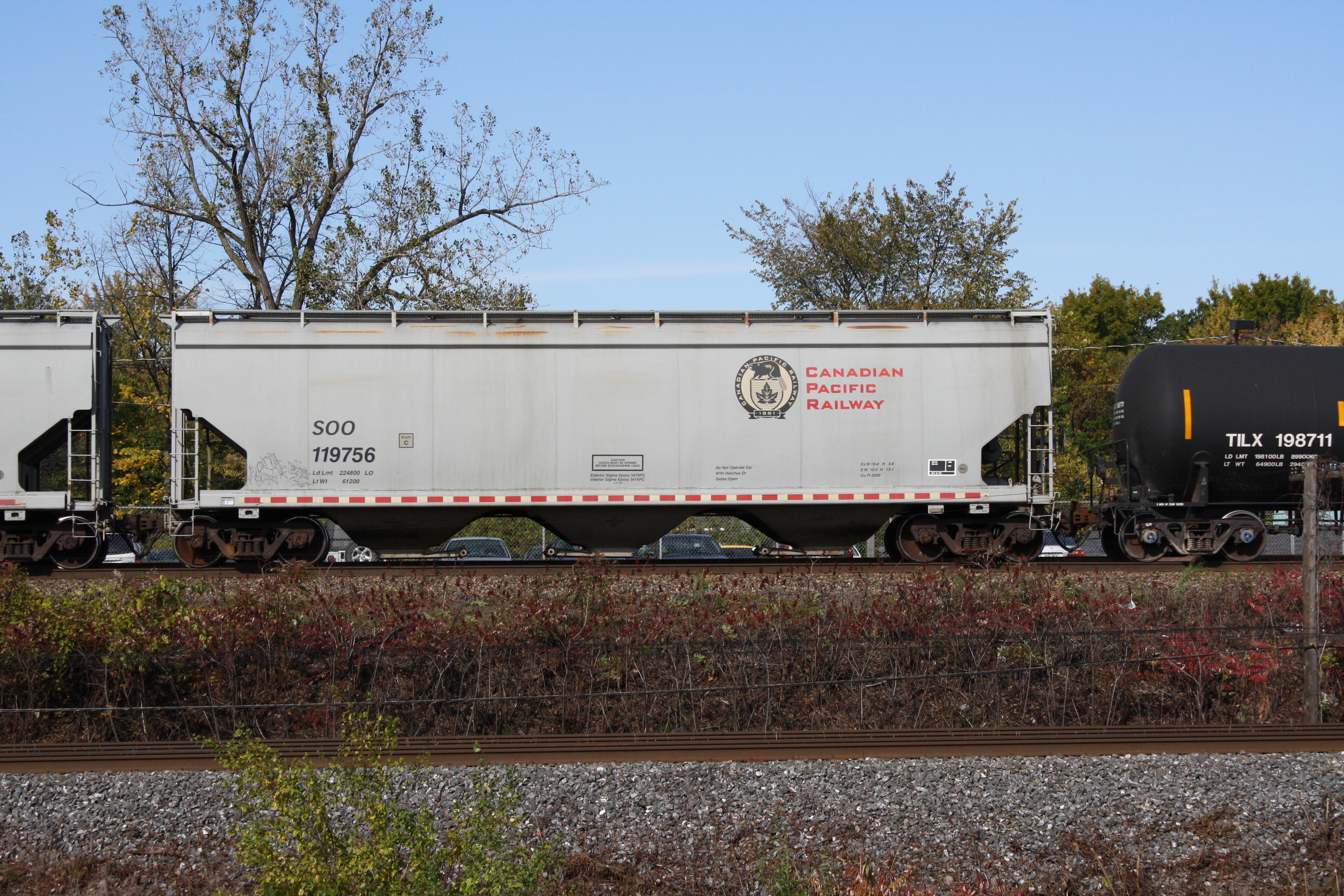
Goederenwagon met SOO reporting mark maar Canadian Pacific Railway logo

De Soo Line Railroad (reporting mark SOO) is een spoorwegmaatschappij actief in goederentransport in het noordwesten van de Verenigde Staten. Het is een van de zeven Amerikaanse Class I railroads, en dus een van de grootste goederenvervoerders per spoor in Noord-Amerika. Soo Line Railroad is een Amerikaans dochterbedrijf van het Canadese Canadian Pacific Railway (CP). CP opereert op het Amerikaanse spoornet voornamelijk onder eigen naam en met treinen in de eigen CP-kleurstelling, maar de Amerikaanse Surface Transportation Board blijft desondanks de naam Soo Line Railroad gebruiken voor het CP-netwerk op Amerikaanse bodem. Hiermee is de SOO in feite gereduceerd tot een maatschappij op papier. 

## Geschiedenis
De maatschappij is genoemd naar de oude Minneapolis, St. Paul and Sault Ste. Marie Railroad (MStP&SSM), die bekend stond onder de bijnaam Soo Line (dit is de lokale fonetische uitspraak van 'Sault'). Toch werd de maatschappij pas in 1961 opgericht toen de MStP&SSM werd samengevoegd met twee andere CP-dochterondernemingen: de Duluth, South Shore and Atlantic Railway en de Wisconsin Central Railway. Vervolgens werden ook andere spoorbedrijven toegevoegd, waaronder de Minneapolis, Northfield and Southern Railway (overgenomen in 1982) en de Chicago, Milwaukee, St. Paul and Pacific Railroad (overgenomen na faillissement in 1985). Aan de andere kant werd in 1987 een groot aantal kilometers spoorwegnet afgestoten en doorverkocht aan de Wisconsin Central Ltd., nu onderdeel van de Canadian National Railway. De Soo Line Railroad en de Delaware and Hudson Railway, een andere grote Amerikaanse dochteronderneming van Canadian Pacific, worden nu samen beheerd als de Soo Line Railroad Corporation (Soo Line Corporation). 

## Netwerk
De hoofdlijn van het net overschrijdt de Canadees-Amerikaanse grens bij Portal in North Dakota en maakt het mogelijk om goederen te transporteren vanuit Calgary en westelijker, naar de Verenigde Staten zuidoostwaarts over het voormalige MStP&SSM-net naar de Twin Cities, Minneapolis-Saint Paul (waar over voormalige Milwaukee Road-sporen de stad Chicago wordt bediend). Tussen Chicago en Detroit wordt het net van de Norfolk Southern Railway gebruikt waarover treinen van de Soo Line (en Canadian Pacific) passagerechten hebben, of van het net van CSX Transportation waarover goederen (met CSX-locomotieven) vervoerd kunnen worden. In Detroit kan gebruik gemaakt worden van de Michigan Central Railway Tunnel, een tunnel in eigendom van CP die een spoorwegverbinding onder de Detroit River biedt, die in Windsor weer aansluiting geeft op het Canadese spoorwegnet. 
Een belangrijke aftakking op deze hoofdlijn is de verbinding vanaf de hoofdlijn in Glenwood met het Canadese spoorwegnet via de grensovergang bij Noyes, in Kittson County, Minnesota, vanwaar Winnipeg wordt bediend.
Dankzij passagerechten met BNSF Railway kan ook de haven van Duluth bediend worden door de Soo Line Railroad.
Eind jaren zeventig exploiteerde de Soo Line een netwerk met een lengte van 7.553 km, deels in dubbelspoor, wat neerkwam op 9.823 km spoor. In die periode werd ook jaarlijks meer dan 8 miljoen ton-mijlen goederen vervoerd.